# Trostianets
Trostianéts (en ucraniano: Тростяне́ць; en ruso: Тростянец) es una ciudad ucraniana perteneciente al óblast de Sumy. Situada en el norte del país, es parte del raión de Ojtyrka y centro del municipio (hromada) homónimo.

## Toponimia
El nombre de la ciudad está asociado con el nombre del río Trostianka, que fluye cerca del lugar. La ciudad también es conocido con otros nombres (en polaco: Trościaniec).

## Geografía
Trostianéts se encuentra a orillas del río Boromlia, 18 km al norte de Ojtyrka, 52 km al sur de Sumy y 106 km al noroeste de Járkov.  

## Historia
Los trostianéts surgieron en la primera mitad del siglo XVII, durante una nueva ola de migración de campesinos y cosacos de la Ucrania de la margen derecha a la Ucrania Libre, causada por la derrota de las fuerzas ucranianas en la batalla de Berestechko en 1651 frente a las fuerzas del Reino de Polonia. Otro lugar poblado con el mismo nombre se encuentra en la región histórica de Podolia. La migración fue .
Hasta 1765, Trostianéts estuvo bajo la jurisdicción del regimiento de Ojtyrka, entonces parte de la Ucrania Libre. Desde 1835, Trostianéts fue parte del uyezd de Ojtyrka de la gobernación de Járkov en el Imperio ruso.
Durante 1864, el compositor Piotr Ilich Chaikovski se alojó en una villa en Trostianéts mientras componía su obertura La tormenta.De 1868 a 1874, la finca de Trostianéts fue propiedad de un comerciante de San Petersburgo y en 1874 fue adquirida por el gran productor de azúcar Leopold Koenig. El último propietario de la finca hasta 1917 fue su hijo Julius. En 1877, por orden del Ministro de Ferrocarriles de Rusia, se construyó el depósito de locomotoras Smorodyne en Trostianéts y se compraron 12 locomotoras de vapor.
En febrero de 1923, Trostianéts se convirtió en un asentamiento de tipo urbano. En 1930, comenzó la publicación del periódico local y Trostianéts recibió el estatus administrativo de ciudad el 12 de julio de 1940.Durante el Holodomor (1932-1933) murieron al menos 46 habitantes de la ciudad.
Durante la Segunda Guerra Mundial, Trostianéts fue ocupada por tropas nazis en octubre de 1941. Después de un intento fallido de los soldados soviéticos a principios de 1943, la aldea fue finalmente liberada en agosto de 1943.
Hasta el 18 de julio de 2020, Trostianéts fue centro del raión de Trostianéts. El raión se abolió en julio de 2020 como parte de la reforma administrativa de Ucrania, que redujo el número de raiones del óblast de Sumy a cuatro. El área del raión de Trostianéts se fusionó con otros en el raión de Ojtirka.
Durante el comienzo de la invasión rusa de Ucrania, Trostianéts fue atacada y fue capturada por las fuerzas rusas el 1 de marzo de 2022, debido a su importancia estratégica al estar entre Sumy y Járkov. El 4 de marzo de 2022, las autoridades locales ucranianas informaron de que se estaba produciendo una catástrofe humanitaria y tras ser recuperada por el ejército ucraniano el 26 de marzo, se encontraron pruebas de ejecuciones, torturas y saqueos.Además, la fiscalía regional abrió una investigación bajo acusaciones a las tropas rusas de haber arrojado granadas de mano a civiles que protestaban por la ocupación rusa de Trostianéts el 18 de marzo. La ciudad sufrió importantes daños en su infraestructura (entre ellos, la villa donde se había alojado Chaikovski).Desde entonces, la ciudad ha sido bombardeada de forma periódica por tropas rusas.

## Demografía
La evolución de la población de Trostianéts entre 1926 y 2022 fue la siguiente:
| 8726                                                          | 12 069 | 17 992 | 19 868 | 23 655 | 25 706 | 23 308 | 21 368 | 20 638 | 20 238 | 19 544 |
| (Fuente: Cities & Towns of Ukraine y UKRAINE: Größere Städte) |        |        |        |        |        |        |        |        |        |        |

Según el censo de 2001, el 89,03% de la población son ucranianos y el 9,55% son rusos. En cuanto al idioma, la lengua materna de la mayoría de los habitantes, el 90,71%, es el ucraniano; del 8,48% es el ruso.

## Economía
La empresa más famosa de Trostianéts es la fábrica de chocolate Ukraine, una de las empresas líderes del sector y que es propiedad de Mondelēz International. 

## Infraestructura

### Arquitectura, monumentos y lugares de interés
En Trostianéts hay varios monumentos arquitectónicos: el Patio Redondo de estilo neogótico de 1749, la mansión de los Nadarzhinski-Golitsins, la gruta de las ninfas de 1809 (monumento conmemorativo del centenario de la batalla de Poltava). La iglesia local más destacada es la iglesia de la Anunciación, construida en barroco tardío (1744-1750).
Trostianéts se encuentra cerca de la pintoresca zona de Neskuchansky, donde hay tres lagos en medio de un bosque mixto de pinos y caducifolios.

### Transporte
La carretera nacional N12 pasa por la ciudad y conecta Sumy y Poltava. En Trostianéts hay dos estaciones (Trostianéts-Smoródine y Rúpino) en la línea ferroviaria Sumy-Liubotín. 

## Cultura

### Deporte
El FC Trostianéts es un club de fútbol con sede en la ciudad, que debutó en la Segunda Liga de Ucrania en la temporada 2021-22. El equipo juega partidos en el estadio local Volodímir Kuts, que lleva el nombre del campeón olímpico Vladímir Kuts (1927-1975), natural del antiguo raión de Trostianéts.

## Galería

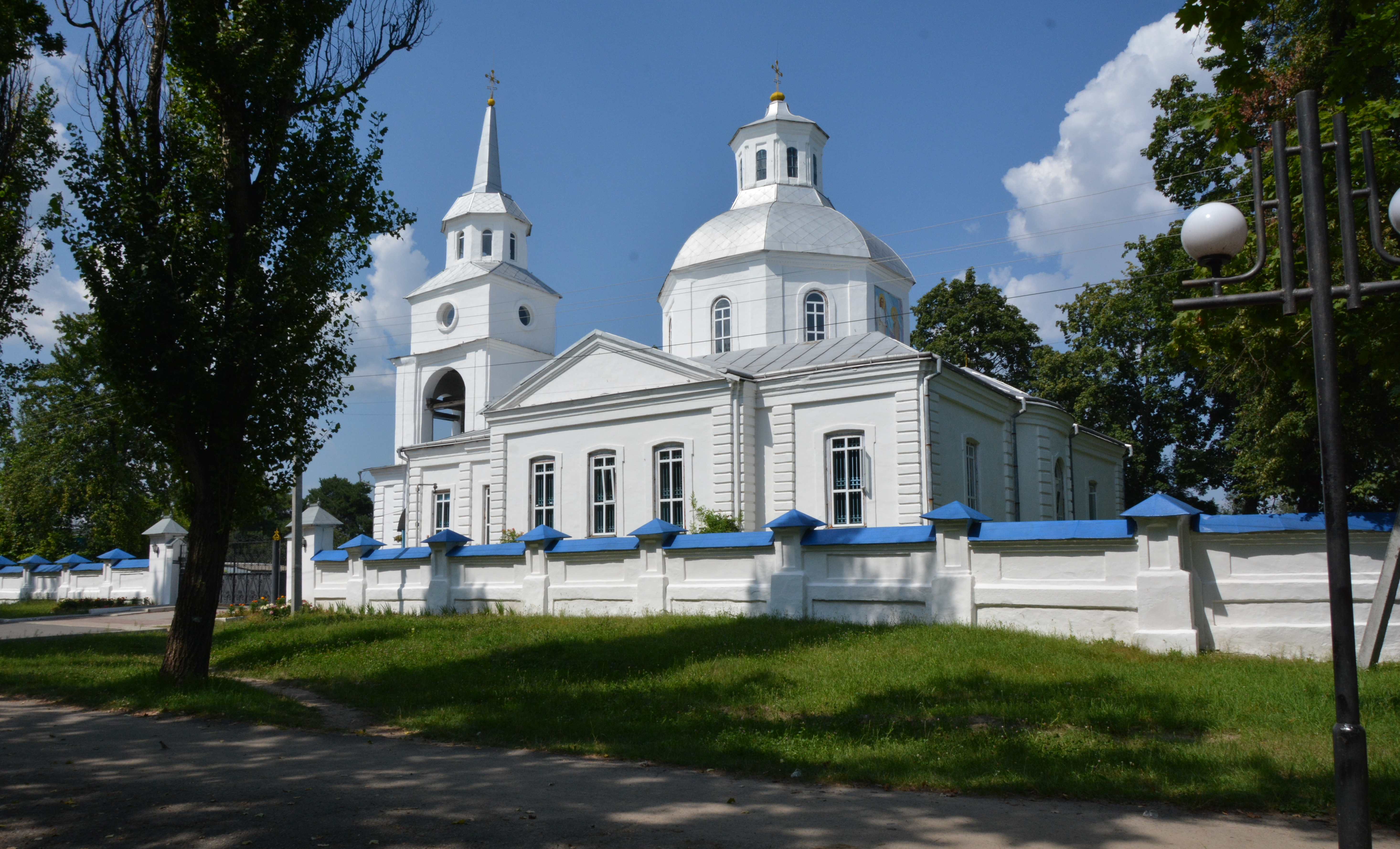
Iglesia de la Anunciación
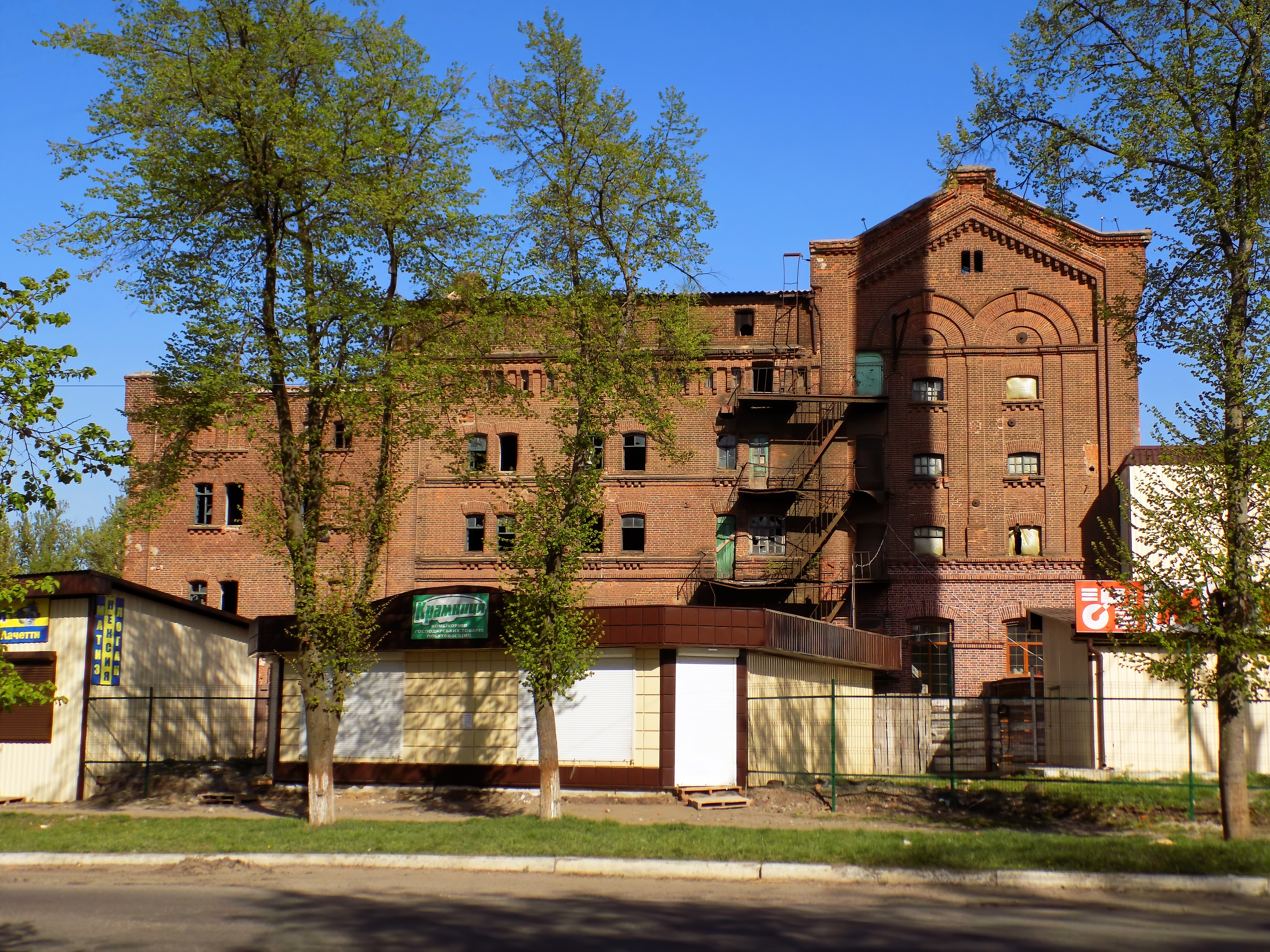
Molino de Leopold Koenig
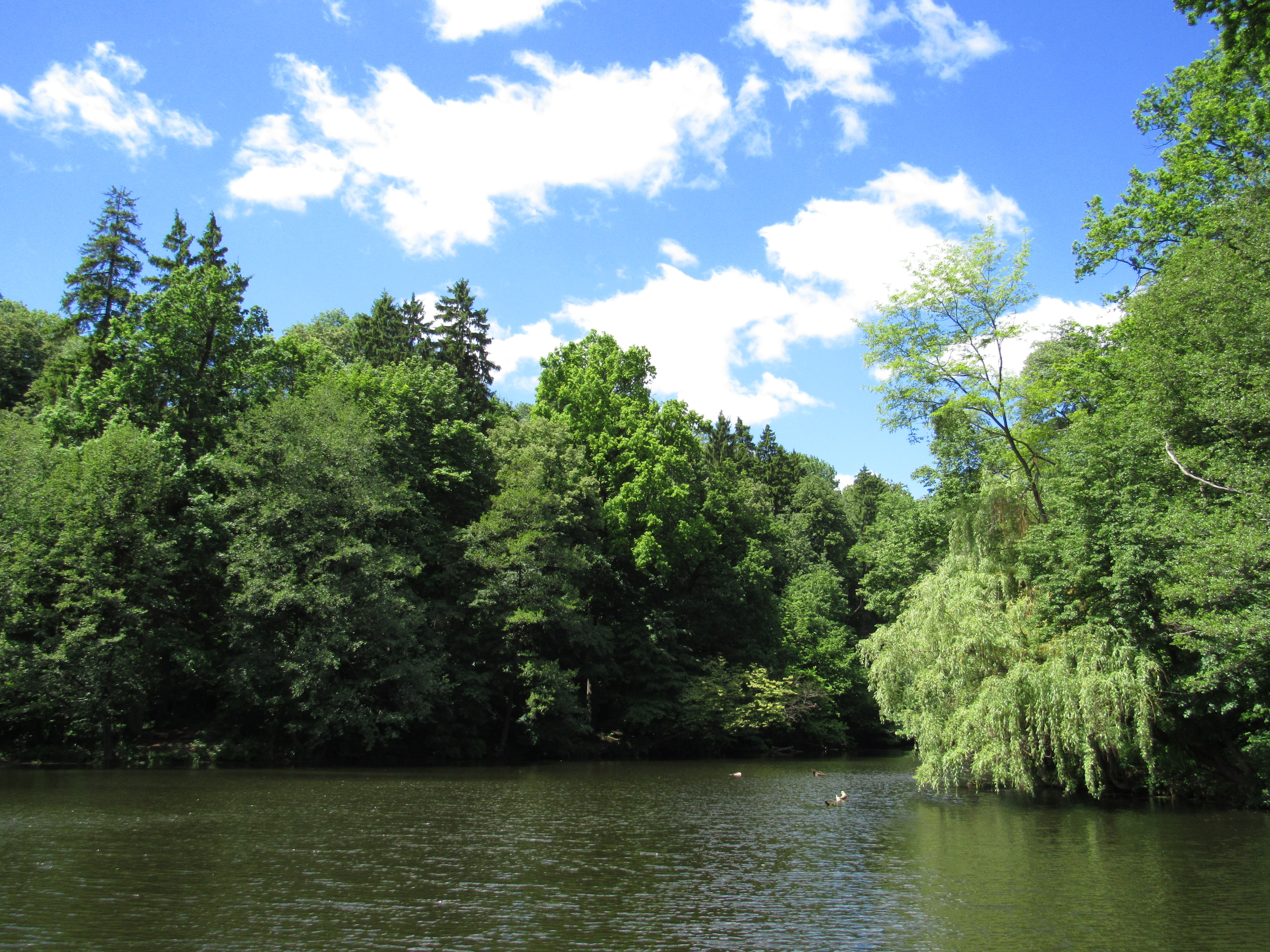
Parque Neskuchansky
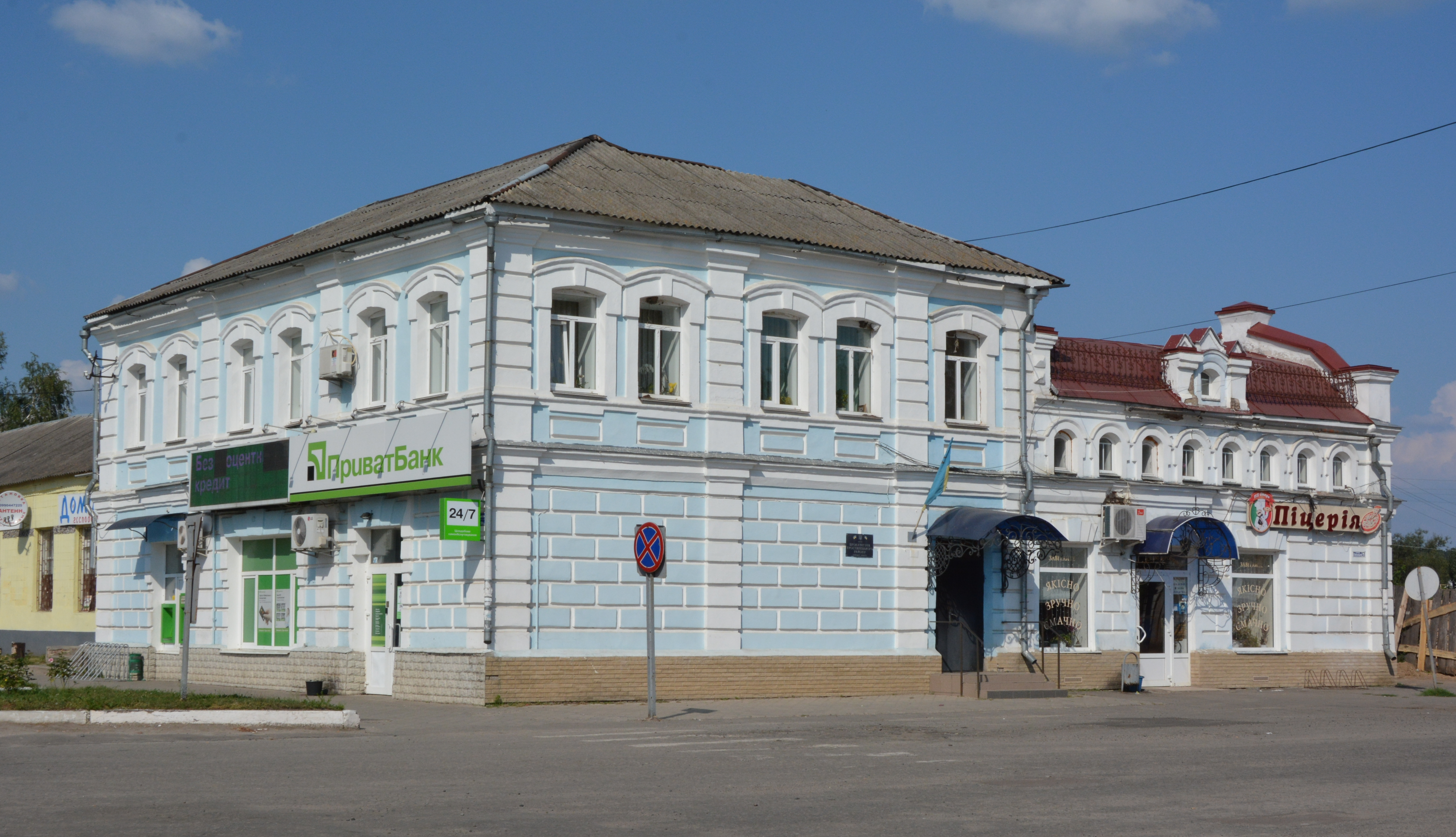
Casa del mercader Fedir Kurylo

## Personas importantes
- Mikola Jvilovi (1893-1933): escritor y poeta ucraniano del Renacimiento fusilado de principios de la era comunista (1920-1930).